# اما بلکری
اما لوئیس بلکری (متولد ۱۱ نوامبر ۱۹۹۱) خواننده، ترانه‌سرا، یوتیوبر و نویسنده اهل انگلستان است. کانال یوتیوب او بیش از ۱٫۴ میلیون مشترک دارد. او همچنین یک کانال ویوو برای موزیک ویدئوهایش دارد که بیش از ۷۰ هزار مشترک دارد.

## فعالیت‌ها

### موسیقی
نخستین آلبوم او، Human Behaviour، در اوایل سال ۲۰۱۲ میلادی منتشر شد. بلکری کانال یوتیوب emmablackery را برای تبلیغ موزیک ویدئوهایش ساخت. در ژوئیه ۲۰۱۳ دومین آلبوم خود به نام Distance را منتشر کرد، به همراه یک موزیک ویدئو به نام Go the Distance که آهنگ اصلی آلبوم نیز بود. این موزیک ویدئو در کانال اصلی یوتیوب او پخش شد و در حال حاضر بیش از یک میلیون بار دیده شده‌است. این آلبوم در هفته اول انتشاراش به عنوان برترین آلبوم آیتونز در بخش راک انتخاب شد. او سومین آلبوم‌اش، Perfect، را در نوامبر ۲۰۱۴ منتشر کرد. و آهنگ Perfect از این آلبوم وارد جدول تک‌آهنگ‌های راک و متال بریتانیا شد. آلبوم چهارم او ،Sucks to Be You، در سال ۲۰۱۶ منتشرشد.
در ۴ مارس ۲۰۱۶ اعلام کرد که به گروه پاپ پانک Busted به عنوان مهمان ویژه در تور خوک‌ها می‌توانند پرواز کنند خواهد پیوست. او همچنین به تنهایی در اکتبر ۲۰۱۶ و از ماه جون تا مه سال ۲۰۱۷ به تنهایی تور برگزار کرد. او در اروپا در ماه مارس و اکتبر سال ۲۰۱۸ نیز تور برگزار کرد. او همچنین گاهی اوقات در مناسبت‌های یوتیوب اجرا می‌کند.

### کتاب
بلکری کتاب احساس خوبی داشته‌باش ۱۰۱: راهنمایی غریبه‌ها برای داشتن زندگی بهتر را که بر اساس یک سری ویدئوهایی که در کانال یوتیوبی‌اش پخش کرده بود، نوشت.

### یوتیوب
او در حال حاضر سه کانال یوتیوبی فعال دارد.

## آلبوم‌ها و تک آهنگ‌ها

### آلبوم‌های استودیوای
| نام      | جزئیات                          | بالاترین رتبه در جدول |
| نام      | جزئیات                          | انگلستان              |
| -------- | ------------------------------- | --------------------- |
| Villains | - تاریخ انتشار: ۳۱ اوت سال ۲۰۱۸ | ۲۴                    |

### آلبوم‌ها
| نام                                                                              | بالاترین رتبه در جدول | تاریخ انتشار     |
| نام                                                                              | انگلستان              | تاریخ انتشار     |
| -------------------------------------------------------------------------------- | --------------------- | ---------------- |
| Human Behavior (رفتار انسان)                                                     | —                     | - ۱۷ مه ۲۰۱۲     |
| Distance (فاصله)                                                                 | —                     | - ۱۶ ژوئیه ۲۰۱۳  |
| Perfect (کامل)                                                                   | —                     | - ۱۱ نوامبر ۲۰۱۴ |
| Sucks to Be You                                                                  | —                     | - ۲۷ مارس ۲۰۱۶   |
| Magnetised (مغناطیسی)                                                            | ۶۳                    | - ۲۶ مه ۲۰۱۷     |
| "—" نشان دهنده منتشر شده‌است که نمی نمودار یا منتشر نکرده بودند در آن سرزمین است. |                       |                  |

### تک آهنگ‌ها
| نام                                                                              | سال  | بالاترین رتبه در جدول | بالاترین رتبه در جدول | آلبوم                 |
| نام                                                                              | سال  | انگلستان فروش         | سازمان همکاری شانگهای | آلبوم                 |
| -------------------------------------------------------------------------------- | ---- | --------------------- | --------------------- | --------------------- |
| +My Thoughts on Google (افکار من در مورد گوگل پلاس)                              | ۲۰۱۴ | —                     | —                     | Non-album singles     |
| I've Been Worse (بدتر از این هم بودم)                                            | ۲۰۱۵ | —                     | —                     | Non-album singles     |
| Your Own Shoe (کفش خودت)                                                         | ۲۰۱۵ | —                     | —                     | Non-album singles     |
| Sucks to Be You                                                                  | ۲۰۱۶ | —                     | ۸۵                    | Sucks to Be You       |
| Nothing Without You (هیچ چیز بدون تو)                                            | ۲۰۱۷ | —                     | —                     | Magnetised (مغناطیسی) |
| Magnetised (مغناطیسی)                                                            | ۲۰۱۷ | —                     | —                     | Magnetised (مغناطیسی) |
| Don't Come Home (خونه نیا)                                                       | ۲۰۱۷ | —                     | —                     | Magnetised (مغناطیسی) |
| Dirt (کثافت)                                                                     | ۲۰۱۸ | ۴۷                    | —                     | villains              |
| Agenda                                                                           | ۲۰۱۸ | —                     | —                     | villains              |
| Icarus (ایکاروس)                                                                 | ۲۰۱۸ | —                     | —                     | villains              |
| Take Me Out (ببرم بیرون)                                                         | ۲۰۱۸ | —                     | —                     | villains              |
| "—" نشان دهنده منتشر شده‌است که نمی نمودار یا منتشر نکرده بودند در آن سرزمین است. |      |                       |                       |                       |